# Nowe Żyttia (obwód winnicki)
Nowe Żyttia (ukr. Нове Життя) – wieś na Ukrainie, w obwodzie winnickim, w rejonie czerniweckim]. W 2001 roku liczyła 135 mieszkańców.